# Mercier-Est
Mercier-Est, est un quartier sociologique de la Ville de Montréal situé dans l'arrondissement de Mercier–Hochelaga-Maisonneuve. La rue principale qui divise le nord et le sud de ce quartier est la rue Sherbrooke Est. 

## Situation

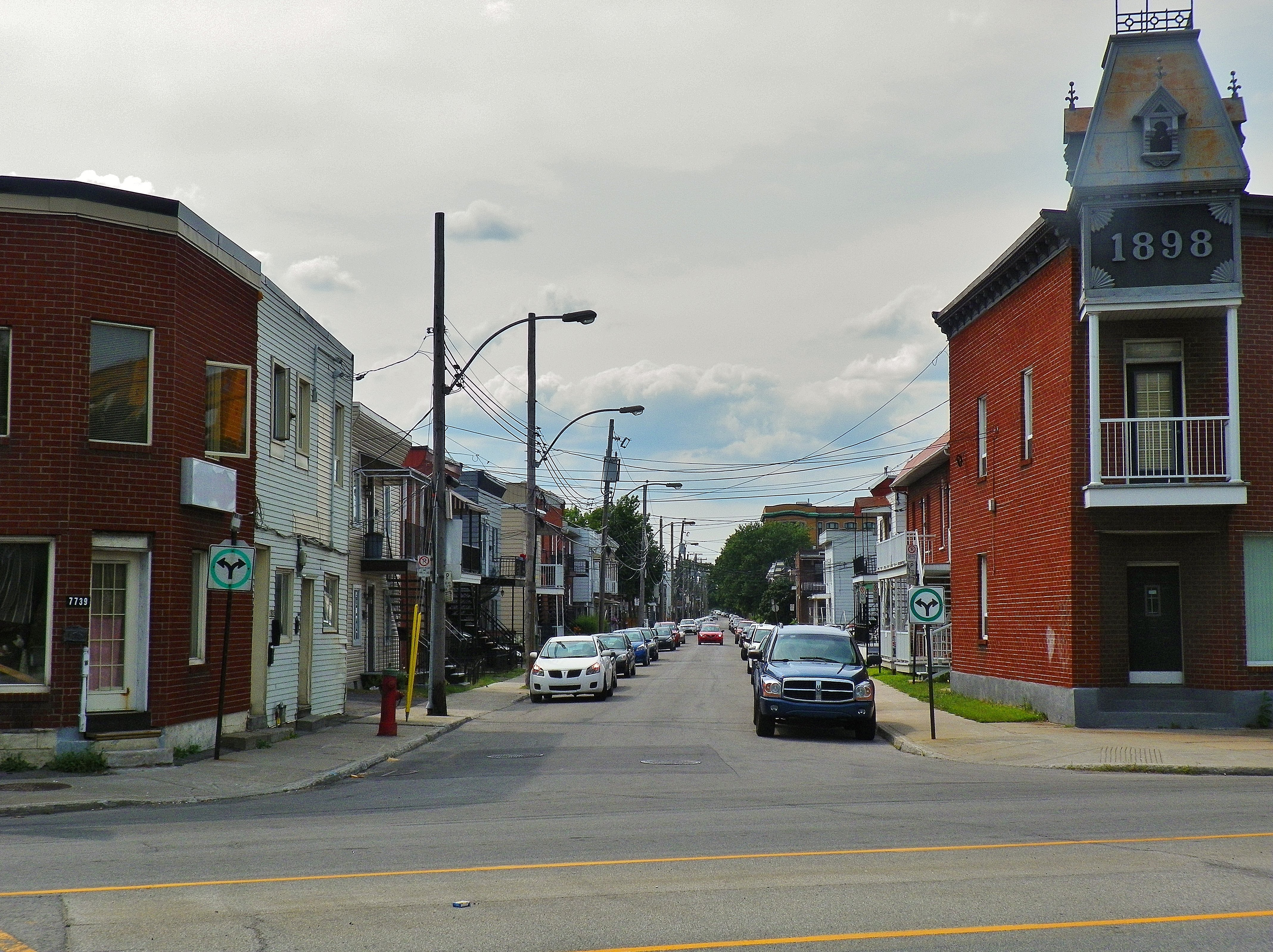
La rue Lepailleur.

Le quartier de Mercier-Est est délimité par le fleuve Saint-Laurent au sud, l'autoroute 25 à l'ouest, la rue Georges V à l'est et l'arrondissement d'Anjou au nord.